# 福永甲
福永 甲（ふくなが はじめ、1939年7月1日 - ）は日本中央競馬会 (JRA) ・栗東トレーニングセンターに所属していた元調教師、騎手。

## 経歴
高知県出身。弟に福永二三雄、福永洋一、甥に福永祐一(洋一の長男)がいる。
1955年（昭和30年）に京都競馬場の武平三調教師のもとで見習い騎手となり、1961年（昭和36年）に騎手デビュー。騎手として通算1914戦140勝。
1978年（昭和53年）に調教師免許を取得し、栗東トレーニングセンターに厩舎を開業、1979年（昭和54年）3月3日に厩舎としての初出走、同年4月22日に延べ7頭目で初勝利をあげた。調教師として通算5968戦365勝（障害競走257戦18勝を含む）。
2010年2月28日付で定年となり、調教師引退となった。

### 主な管理馬
- ハシローディー（1982年京都4歳特別、1984年中京記念、鳴尾記念）[1]
- ミスターヤマノ（1990年小倉大賞典）[1]
- サンライズジェガー（2002年アルゼンチン共和国杯）[1]